# Carried to Dust
| Совокупная оценка | Совокупная оценка |
| Источник          | Оценка            |
| ----------------- | ----------------- |
| Metacritic        | 78/100            |
| Оценки критиков   |                   |
| Источник          | Оценка            |
| AllMusic          | [ 1 ]             |
| The A.V. Club     | B                 |
| ChartAttack       | [ 4 ]             |
| Pitchfork Media   | (8.3/10)          |
| PopMatters        | [ 6 ]             |
| Spin              | [ 7 ]             |
| Tiny Mix Tapes    | [ 8 ]             |
| Strange Glue      | [ 9 ]             |
| Twisted Ear       | [ 10 ]            |
| Web in Front      | (favorable)       |

Carried to Dust — шестой студийный альбом американской инди-рок/американо-группы Calexico, вышедший 9 сентября 2008 года на лейбле Quarterstick Records, дочернем подразделении Touch and Go Records. Альбом спродюсировали Джоуи Бёрнс и Джон Конвертино, два основных участника группы и Craig Schumacher. В записи альбома приняли участие такие приглашённые музыканты, как Iron & Wine, Дуг Маккомбс из Tortoise, Пьета Браун и Ампаро Санчес.
После выхода Carried to Dust группа отправилась в турне по США, Британским островам и Западной Европе.
В 2012 году альбом получил золотой сертификат от Ассоциации независимых музыкальных компаний, что означало продажи не менее 75 000 копий в Европе. По состоянию на 2009 год в США было продано 26 000 копий.

## Композиции
На своём шестом альбоме группа Calexico встречает фанатов с красивой трафаретной иллюстрацией, нанесённой с помощью спрея (любезно предоставленной давним художником обложки Calexico Виктором Гастелумом). Своим звучанием Carried to Dust напоминает предыдущие лучшие работы Calexico, такие как The Black Light и, особенно, Feast of Wire. Учитывая, что Джоуи Бёрнс и Джон Конвертино воссоединились со многими участниками Feast of Wire для работы над этими песнями, сходство не должно удивлять — как и умение Calexico пересматривать старые территории и находить в них новые выходы. «Victor Jara’s Hands», дань уважения чилийскому поэту/музыканту/политическому активисту, убитому в 1973 году, начинает Carried to Dust в квинтэссенциальной манере Calexico с замысловатыми ритмами от Конвертино и звуками рожков мариачи, но гостевой вокал Хайро Завалы из испанской группы Depedro придаёт ей дополнительную красноречивую глубину. Песня «El Gatillo (Trigger Revisited)» возвращается к ритмам и мелодии песни The Black Light «Trigger», но превращает их в напряжённую тему спагетти-вестерна. «House of Valparaiso», в котором играет Сэм Бим из Iron & Wine, твинг-поп «Writer’s Minor Holiday» и сладостно-амбициозный кантри-дуэт «Slowness» звучат ещё ярче рядом с любовной драмой «Inspiracion» на испанском языке или великолепным теневым слиянием латинских и азиатских элементов в «Two Silver Trees» — Calexico одна из немногих групп, которой пришло бы в голову соединить китайский гуйцэн, венесуэльское куатро и омнихорд в одной песне и заставить все эти звуки работать вместе совершенно естественным образом. В Carried to Dust есть и более тонкие моменты новаторства, такие как «Bend to the Road», которая расширяет юго-западные джазовые тенденции Calexico, и «Contention City», совместная работа с Дагом Маккомбсом из Tortoise, которая вращает игрушечное пианино и электронику в захватывающем финале.

## Отзывы
Альбом получил положительные отзывы музыкальных критиков.
Хизер Фарес из AllMusic отметил, что «Задумчивый, шепчущий поп, в который Calexico погрузились на Garden Ruin, также получил здесь свою долю; в отличие от того альбома, который был настолько нежным, что его очарование не сразу раскрылось, в „Carried to Dust“ тихие моменты зачастую столь же ярки, как и яркие. Carried to Dust — это не только один из самых обширных альбомов Calexico, но и самый сбалансированный из них, в котором весь их опыт и потенциал воплощён в тонко драматическом бельканто тур де форс».

## Список композиций
| №   | Название                         | Длительность |
| --- | -------------------------------- | ------------ |
| 1.  | «Víctor Jara's Hands»            | 3:19         |
| 2.  | «Two Silver Trees»               | 3:49         |
| 3.  | «The News About William»         | 2:47         |
| 4.  | «Sarabande in Pencil Form»       | 0:39         |
| 5.  | «Writer's Minor Holiday»         | 3:09         |
| 6.  | «Man Made Lake»                  | 3:00         |
| 7.  | «Inspiración»                    | 3:34         |
| 8.  | «House of Valparaíso»            | 2:46         |
| 9.  | «Slowness»                       | 3:35         |
| 10. | «Bend to the Road»               | 3:17         |
| 11. | «El Gatillo (Trigger Revisited)» | 3:07         |
| 12. | «Fractured Air (Tornado Watch)»  | 3:15         |
| 13. | «Falling from Sleeves»           | 1:20         |
| 14. | «Red Blooms»                     | 3:23         |
| 15. | «Contention City»                | 4:16         |

Авторы: Джоуи Бёрнс (1-6,8-15), Джон Конвертино (3-6,10,11,13,15), Джон Бёрнс (2,3,6,14), Хайро Завала (1), Джейкоб Валенсуэла (7).

## Чарты
| Чарт                               | Высшая позиция |
| ---------------------------------- | -------------- |
| Великобритания (UK Albums, OCC)    | 55             |
| США Billboard 200                  | 98             |
| США Independent Albums (Billboard) | 9              |
| США Tastemakers (Billboard)        | 7              |